# Full Frequency
Albums de Sean Paul
Tomahawk Technique
(2012) Mad Love The Prequel
(2018)
Singles
1. Other Side of Love
Sortie : 10 septembre 2013
2. Entertainment 2.0
Sortie : 10 octobre 2013
3. Turn It Up
Sortie : 30 octobre 2013
4. Want Dem All
Sortie : 15 novembre 2013
5. Hey Baby
Sortie : 21 février 2014

Full Frequency est le 6e album studio de l'artiste jamaïcain Sean Paul. Il est sorti le 18 février 2014 sous le label Atlantic Records.

## Liste des pistes
| 1.    | Riot (featuring Damian Jr. Gong Marley)                        | 3:18 |
| 2.    | Entertainment 2.0 (featuring Juicy J, 2 Chainz et Nicki Minaj) | 4:22 |
| 3.    | Pornstar (featuring Nyla)                                      | 3:21 |
| 4.    | Want Dem All (featuring Konshens)                              | 3:18 |
| 5.    | Hey Baby                                                       | 3:08 |
| 6.    | Wickedest Style (featuring Iggy Azalea)                        | 3:52 |
| 7.    | Dangerous Ground (featuring Prince Royce)                      | 3:48 |
| 8.    | It's Your Life                                                 | 3:48 |
| 9.    | Take It Low                                                    | 3:09 |
| 10.   | Anyday                                                         | 3:20 |
| 11.   | Lights On                                                      | 3:23 |
| 12.   | Legacy                                                         | 3:46 |
| 13.   | Other Side of Love                                             | 3:05 |
| 14.   | Turn It Up                                                     | 3:53 |
| 49:31 |                                                                |      |

## Classement par pays
| Classements (2014)                 | Meilleure position |
| ---------------------------------- | ------------------ |
| Allemagne Classement album         | 22                 |
| Autriche Classement album          | 36                 |
| États-Unis Classement album reggae | 1                  |
| Suisse Classement album            | 7                  |